# 高階経敏
高階 経敏（たかしな の つねとし、生没年不詳）は、平安時代後期の貴族。名は経俊とも記される。常陸介・高階経成の子。官位は正四位下・長門守。

## 経歴
白河上皇に近臣として仕える一方で、寛治4年（1090年）ごろ相模守を務め、任期後の嘉保3年（1096年）治国の労により従五位上に叙せられ、治部少輔も務めた。
その後、天永3年（1112年）武蔵守、元永2年（1119年）能登守、大治元年（1126年）長門守と受領を歴任し、この間の永久6年（1118年）に正五位下に叙せられている。のち、位階は正四位下に至った。
藤原実兼の次男である通憲（信西）を養子としたが、天養元年（1144年）に通憲は藤原姓へ復姓している。

## 官歴
- 時期不詳：従五位下[1]
- 寛治4年（1090年） 4月9日：見相模守[2]
- 嘉保3年（1096年） 正月5日：従五位上（治国）[2]
- 永長2年（1097年） 正月30日：見治部少輔[2]
- 天永3年（1112年） 正月27日：武蔵守[2]
- 永久6年（1118年） 2月10日：正五位下[2]
- 元永2年（1119年） 11月：能登守[3]
- 大治元年（1126年） 2月24日：長門守[4]
- 大治5年（1130年） 正月28日：去長門守[2]
- 時期不詳：正四位下[5]